# Cahíz de San Gregorio
Cahíz de San Gregorio es una localidad y pedanía española perteneciente al municipio de Padul, en la provincia de Granada. Está situada en la parte noroccidental de la comarca del Valle de Lecrín. Cerca de esta localidad se encuentran los núcleos de El Puntal, Padul capital, Villa de Otura, Alhendín y Jayena.

## Demografía
Según el Instituto Nacional de Estadística de España, en el año 2023 Cahíz de San Gregorio contaba con 11 habitantes censados, lo que representa el 0,12% de la población total del municipio.

### Evolución de la población
| Gráfica de evolución demográfica de Cahíz de San Gregorio entre 2021 y 2023 |
|                                                                             |
| Datos según el nomenclátor publicado por el INE.                            |

## Comunicaciones

### Carreteras
La principal vía de comunicación que transcurre cerca de esta localidad es:
| Identificador | Denominación         | Itinerario                 |
| ------------- | -------------------- | -------------------------- |
| A-4050        | De N-323 a Almuñécar | Villa de Otura - Almuñécar |

Algunas distancias entre Cahíz de San Gregorio y otras ciudades:
| Ciudades | Distancia (km) |
| -------- | -------------- |
| Padul    | 15             |
| Dúrcal   | 23             |
| Granada  | 27             |
| Jaén     | 118            |
| Almería  | 161            |
| Murcia   | 314            |